# Raionul Prîlukî, Cernihiv
Prîlukî (în ucraineană Прилуцький район, transliterat: Prîluțkîi raion) este un raion în regiunea Cernihiv, Ucraina. Are reședința la Prîlukî.
Are o suprafață de 5.214,2 km². Populația este de 158.200 locuitori, determinată în 2020.